# Катри, Гектор
Гектор Катри́ (фр. Hector Catry OFMCap; 27 октября 1889, Бельгия — 18 марта 1972, Лахор, Пакистан) — католический прелат, ординарий епархии Лахора, член монашеского ордена капуцинов.

## Биография
Гектор Катри родился 27 октября 1889 года в Бельгии. После средней школы поступил во францисканский монастырь капуцинов. После получения богословского образования Гектор Катри был рукоположён 6 июня 1914 года в священника.
28 марта 1928 года Римский папа Пий XI назначил Гектора Катри епископом епархии Лахора. 28 октября 1928 года был рукоположён в епископа.
В 1964 года участвовал в работе III и IV сессиях II Ватиканского собора.
4 июля 1947 года ушёл на пенсию и был назначен титулярным епископом Семты.
Умер 18 марта 1972 года в Лахоре, Пакистан.